# L-2签证 (美国)
美国的L-2签证是签发给跨国公司内部调任人员（L-1签证持有者）的家属的签证, 签证有效期为3个月，入境次数为一次。申请人如获签有效期为两年内多次入境的L2签证必须支付120美元的費用。